# Myslovitz
Myslovitz est un groupe de rock polonais créé à Mysłowice en 1992.

## Membres

### Membres actuels
- Michał Kowalonek – chant, guitare
- Wojciech (Wojtek) Powaga – guitare
- Przemysław (Przemek) Myszor – guitare, clavier
- Jacek Kuderski – guitare basse
- Wojciech (Wojtek, „Lala”) Kuderski – percussions

### Anciens membres
- Marcin „Bango” Porczek – guitare basse
- Rafał Cieślik – percussions
- Artur Rojek – chant, guitare

## Discographie
- Myslovitz (1995)
- Sun Machine (1996)
- Z rozmyślań przy śniadaniu (1997)
- Miłość w czasach popkultury (1999) -  2 × Platine en Pologne
- Korova Milky Bar (2002) -  1 × Platine en Pologne
- Korova Milky Bar-en version anglaise (2003)
- Compilation The Best Of (2003)
- Skalary, mieczyki, neonki (2004)
- Happiness Is Easy (2006) -  1 × Platine en Pologne
- Nieważne jak wysoko jesteśmy… (2011) -  1 × Or en Pologne
- 1.577 (2013)
- Wszystkie narkotyki świata (2023)

## Récompenses et distinctions
- 3 Prix Fryderyk en 1999: chanson de l'année (Długość dźwięku samotności), meilleur groupe et meilleur album
- Paszport Polityki: Prix de la catégorie scène en 1999
- 2 Prix Fryderyk en 2000: chanson de l'année (Chłopcy), et télédisque de l'année
- Prix Fryderyk en 2001: album rock-musique alternative de l'année
- Meilleur groupe polonais aux MTV Europe Music Awards de 2002
- Prix Fryderyk en 2003: album rock de l'année
- Meilleur groupe polonais aux MTV Europe Music Awards de 2003
- Superjedynki: album de l'année 2004 Korova Milky Bar
- Lauréat des European Border Breakers Award en 2005 avec Korova Milky Bar
- Meilleur groupe polonais aux MTV Europe Music Awards de 2011